# Spodoptera umbraculata
Spodoptera umbraculata là một loài bướm đêm thuộc họ Noctuidae. Nó là loài đặc hữu của New South Wales và Queensland.
Ấu trùng ăn các loài Poaceae.